# VIA University College
VIA University College er en af de otte professionshøjskoler i Danmark, som blev etableret i 2008. Navnet er en reference til det latinske ord via, som betyder "vej".
VIA uddanner inden for de pædagogiske og socialfaglige, sundhedsfaglige og teknisk-merkantile områder. Samlet tilbyder VIA over 40 videregående uddannelser på dansk og/eller engelsk samt efter- og videreuddannelser. VIA deltager i en række forsknings- og udviklingsprojekter.
I januar 2008, opstod VIA som en fusion af de mellemlange videregående uddannelser i Østjylland og Midt- og Vestjylland, som tidligere hørte under CVU'erne: Jysk Center for Videregående Uddannelse (JCVU), CVUalpha, CVU Midt-Vest, cvu vita og Vitus Bering Danmark. VIA har hovedsæde i Skejby i det nordlige Århus, men aktiviteterne forankres på syv campusser fordelt på 39 adresser i hele Region Midtjylland.

## Studerende
VIA har 2000 medarbejdere, ca. 18.500 studerende, heraf er halvdelen, cirka 9.000 i de to Aarhus' afdelinger, fordelt på Campus Aarhus C med 6.300 og Campus Aarhus N med 2.600 studerende.
Horsens er den by med næstflest studerende med 4.000.

## Medarbejdere
Andreas Rasch-Christensen har været forskningschef siden professionshøjskolens oprettelse.[kilde mangler]